# Rtanj, Boljevac
Rtanj (izvirno srbsko Ртањ) je naselje v Srbiji, ki upravno spada pod Občino Boljevac; slednja pa je del Zaječarskega upravnega okraja.

## Demografija
V naselju živi 142 polnoletnih prebivalcev, pri čemer je njihova povprečna starost 44,5 let (43,0 pri moških in 45,8 pri ženskah). Naselje ima 94 gospodinjstev, pri čemer je povprečno število članov na gospodinjstvo 1,94.
To naselje je, glede na rezultate popisa iz leta 2002, večinoma srbsko.
|  |

| Demografija | Demografija     | Demografija     |
| Leto        | Št. prebivalcev | Št. prebivalcev |
| ----------- | --------------- | --------------- |
|             |                 |                 |
|             |                 |                 |
|             |                 |                 |
|             |                 |                 |
| 1948        | 654             |                 |
| 1953        | 650             |                 |
| 1961        | 658             |                 |
| 1971        | 244             |                 |
| 1981        | 168             |                 |
| 1991        | 200             | 200             |
| 2002        | 185             | 182             |
|             |                 |                 |

| Etnična sestava po popisu iz leta 2002 | Etnična sestava po popisu iz leta 2002 | Etnična sestava po popisu iz leta 2002 | Etnična sestava po popisu iz leta 2002 | Etnična sestava po popisu iz leta 2002 |
| -------------------------------------- | -------------------------------------- | -------------------------------------- | -------------------------------------- | -------------------------------------- |
| Srbi                                   | Srbi                                   |                                        | 168                                    | 92,30%                                 |
| Muslimani                              | Muslimani                              |                                        | 3                                      | 1,64%                                  |
| Slovenci                               | Slovenci                               |                                        | 2                                      | 1,09%                                  |
| Nemci                                  | Nemci                                  |                                        | 2                                      | 1,09%                                  |
| Vlahi                                  | Vlahi                                  |                                        | 2                                      | 1,09%                                  |
| Romi                                   | Romi                                   |                                        | 1                                      | 0,54%                                  |
| Makedonci                              | Makedonci                              |                                        | 1                                      | 0,54%                                  |
| Bošnjaki                               | Bošnjaki                               |                                        | 1                                      | 0,54%                                  |
| Neznano                                | Neznano                                |                                        | 1                                      | 0,54%                                  |